# Gerona (Philippines)
Pour les articles homonymes, voir Gerona.
Gerona est une localité de la province de Tarlac, aux Philippines. En 2015, elle compte 87 531 habitants.